# Antonio Carnota
Antonio José Carnota (nacido en Buenos Aires, Argentina  el 23 de febrero de 1974) fue un cantante y pianista español, conocido como Antonio Carnota y en ocasiones se le conoce como "El Ruiseñor de Galicia" que es el sobrenombre que le dio su madre de niño "mi ruiseñor". Antonio es un artista con una amplia gama de estilos musicales incluyendo clásica, pop, baladas, boleros, tangos, rumba y flamenco.
Falleció a la edad de 47 años, el 19 de julio de 2021 en la ciudad de Las Vegas, NV a causa de un paro cardíaco.

## Reseña biográfica
Antonio Carnota pasó su niñez entre España y Argentina creciendo con la influencia europea de Galicia por parte de la familia de su padre y ucraniana, polaca y argentina por parte de la familia de su madre.

### Trayectoria artística musical
Inició su carrera musical a los 4 años de edad; a los 12 ganó el concurso Frédéric Chopin en Mallorca, España, con su interpretación del Vals Op. 64 Número 2. Y en 2002 gana el concurso de Piano Clásico Barceló y también fue galardonado por el ayuntamiento de Palma de Mallorca por haber logrado que familias enteras permanecieran unidas durante las verbenas españolas.
Desde entonces ha realizado más de 500 conciertos destacados de piano solo, otros 100 con orquestas y muchos dúos de piano. Su género abarca música clásica, temas de películas, broadway, cocktail y lounge, gospel, rock n'roll, pop, latino, tango, country western, bailes de salón, flamenco y música folklórica, entre otros. Su repertorio incluye más de 5000 canciones, las cuales ha memorizado, y canta en 6 idiomas.
Ha acompañado a varios artistas internacionales como Raphael, Dyango, Los Bravos, Ricardo Montaner, Marcos Witt y muchos otros cantantes y músicos reconocidos alrededor del mundo.
En 2003 Antonio fue invitado a ser director de orquesta y pianista del "Homenaje a Nino Bravo, 30 años después".
Como productor musical ha trabajado con numerosos grupos entre ellos "Pop-Tops" y "Los Bravos" de España, logrando la fusión de sonidos flamencos y estilo pop.
De 2008 a 2019 Antonio inició su ciclo de conciertos: "Música y 33%" con un estilo único donde dividió su concierto en tres partes iguales: 1. Música clásica, 2. Música española, 3. Música internacional. Sus giras musicales incluyeron: España, Alemania, Inglaterra, Escocia, Irlanda, Gales, Argentina, Paraguay, Panamá, México y Estados Unidos.
Durante los últimos años en Las Vegas, Antonio actuó en algunos de los casinos de fama mundial como Bellagio, The Venetian, Paris, Caesars Palace, M Hotel y The Palazzo. También actuó en otros lugares populares de la ciudad, como The Heartland Mansion, The Italian American Club y Michael Jackson Mansion. Debido a su habilidad para interpretar obras maestras musicales, fue el primer pianista en tocar en el Museo de Liberace. El Sr. Carnota fue el acompañante de "The Grand Opera Society" en Las Vegas. En diciembre de 2012, al final de su contrato, fue reconocido por ser el pianista más largo y exitoso de 2012 en Las Vegas por lo que fue premiado por la Asociación de Gerentes de Las Vegas.
En 2017 presentó, dirigió y produjo “El Show de Antonio Carnota” en Azteca TV en Las Vegas.  El programa incluyó tocar el piano, cantar y entrevistar a artistas invitados especiales. Obtuvo el reconocimiento como el programa de televisión español más exitoso de 2017.
A lo largo de su carrera Antonio ha estado ofreciendo su tiempo cantando y tocando el piano en iglesias (en Europa y América) y también haciendo conciertos para beneficiar a familias con niños con necesidades especiales (autismo y síndrome de down).
Como director de orquesta, Antonio ha estado dirigiendo Música Gospel con su Flamenco y Estilo Clásico. Como compositor es autor de más de 100 canciones originales.
En 2019 recibió el reconocimiento de “Embajador por la Paz” por su labor humanitaria en la comunidad coreana. Fue animador residente en el Centro Cultural de la Asociación Argentina en Burbank, CA. Actuó semanalmente en el Beverly Hills Hotel de Beverly Hills, CA.
Fue profesor de música en Mahal Kita Academy en Las Vegas, NV. Fue pianista y cantante en Pamplona Ristorante y en Chianti Ristorante en Las Vegas, NV.
La discografía de Antonio incluye 7 CD de piano y / o voz. En 2020, grabó su último álbum "Vivo Libre", un CD que presenta 11 canciones originales con su singular estilo flamenco y romántico.
Actualmente (2020-2021) vive y trabaja entre Los Ángeles y Las Vegas, las capitales del entretenimiento del mundo, donde se encuentra actualmente (julio de 2020) trabajando en un nuevo espectáculo tributo. La misión de Carnota en la vida es compartir la belleza de la música mientras se difunde amor, alegría y paz en todo el mundo.
Antonio aparece en el periódico "El Mundo Las Vegas" como escritor colaborador (quincenalmente) sobre el efecto de la música en las emociones humanas.
Es profesor de música en Polo Music Academy en Los Ángeles, CA (2019-2021).
Produjo el nuevo CD "Gospel & Hymns".
Produjo y dirigió el álbum y video musical de Violeta Martín, "I Need A Miracle".
Es autor y publicó su libro llamado “29 Escritos y Medio”.
Ganó el primer premio en el quinto Concurso Internacional de Real River Entertainment.
Realizó numerosos conciertos en línea en FaceBook y YouTube.

### Imagen artística
Antonio rara vez concede entrevistas o asiste a ceremonias de premiación.
Antonio es considerado uno de los mejores pianistas y cantantes masculinos en la actualidad.  Se ha estimado que su voz abarca tres octavas, seis notas. [42]  En una carrera que ha abarcado casi cuarenta años, se ha convertido en el principal cantante masculino de América Latina, habiendo interpretado con éxito música pop, bolero, flamenco, rumba y baladas románticas.

### Trayectoria artística audiovisual
A partir del año 2016 Antonio Carnota comienza a escribir sencillos musicales para radio y TV en la ciudad de Los Ángeles, escribe música para 3 short films y produce su primer short film: 77 segundos. En 2017 se muda a la ciudad de Las Vegas Nevada donde produce y dirige "El Show de Antonio Carnota" para Azteca TV y obtiene el reconocimiento del show televisivo familiar en español más exitoso de la TV el 2017. En 2018 coproduce y presenta su show en versión inglés para la Televisión Armenia; dirige y produce su Show en la TV Asiática en Las Vegas "Music, Roses & Antonio Carnota"; escribe, produce, dirige y actúa en su short film el "Último tango de Gardel" 

## Producciones discográficas
- 2007 To My Friends
- 2008 Fidelidad
- 2008 Volare
- 2009 God is Good
- 2010 Here I am to Worship
- 2011 Alabanzas al piano
- 2012 From Spain with Love
- 2012 DVD Antonio Carnota live England
- 2013 Flamenco Love
- 2014 Antonio Empezar de nuevo
- 2015 DVD Amazing Grace gospel music
- 2016 It Is Well
- 2017 Merry Christmas
- 2018 Piano in Las Vegas
- 2020 Vivo libre Cd y "Gospel & Hymns"

## Giras de conciertos
24 de abril de 2021 Piano Concert en Allure Gardens, Las Vegas

## Premios y nominaciones
Cuando tenía 12 años ganó el concurso Frédéric Chopin interpretando el Vals Op.  64 número 2.
En 2002 ganó el Concurso de Piano Clásico Barceló.
En 2004 ganó el Primer Lugar en el “Concurso Nacional de Piano - Flamenco y Música Folclórica Española” otorgado por el Ayuntamiento de Valencia y la Casa del Artista, Valencia, España.
En 2011 ganó el Primer Lugar en el “Concurso Nacional de Piano - Música Española y Flamenco” otorgado por el Ayuntamiento de Madrid y The American Club de Madrid (España).
En 2015 ganó el premio de Música como “Mejor Director Musical Flamenco” Ciudad de Valencia, España.
2016 ganó el premio de Música “Contribución con Flamenco” Camera Pilipino Union Commerce de Dallas, TX.
Reconocimiento “Music Contribution” Alliance Against Diabetes (Las Vegas, NV).
En 2017 presentó, dirigió y produjo “El Show de Antonio Carnota” en Azteca TV en Las Vegas.  El programa incluyó tocar el piano, cantar y entrevistar a artistas invitados especiales.  Obtuvo el reconocimiento como el programa de televisión español más exitoso de 2017.
En 2019 recibió el reconocimiento de “Embajador por la Paz” por su labor humanitaria en la comunidad coreana.
En 2020 fue el ganador del V Concurso Internacional Real River Entertainment